# Jacob Pitts
 (janvier 2020).
Si vous disposez d'ouvrages ou d'articles de référence ou si vous connaissez des sites web de qualité traitant du thème abordé ici, merci de compléter l'article en donnant les références utiles à sa vérifiabilité et en les liant à la section « Notes et références ».
Pour les articles homonymes, voir Pitts.
Jacob Rives Pitts, né le 20 novembre 1979 à Weston, Connecticut, aux États-Unis, est un acteur américain, qui joue pour la télévision, le cinéma et aussi le théâtre.
Ses apparitions les plus notables sont les rôles de Cooper Harris dans le film Eurotrip en 2004, de Bill "Hoosier" Smith dans la minisérie d'HBO The Pacific en 2010 et du Marshal Tim Gutterson dans le série télévisée Justified de 2010 à 2015. Il est apparu dans la pièce Where Do We Live au Vineyard Theatre en mai 2004. Pitts a également joué dans des séries comme Law & Order", "Ed" et Sex and the City. Il a eu un rôle récurrent dans la première saison de The Sinner et joue actuellement le rôle de Lance Lord dans la série dramatique criminelle Sneaky Pete.

## Biographie

### Jeunesse
Pitts a grandi à Weston, Connecticut, il est le fils d'Arlene et Joseph Rives Pitts. Il s'est décrit comme un enfant hyperactif. Pendant ses études secondaires, il est dans une compagnie de théâtre et a pris part aux productions pendant qu'il était à l'école, dont une performance comme l'Homme mystérieux dans Into The Woods.

### Carrière
Pitts a commencé sa carrière par la télévision en 1999, et il est apparu dans un épisode de la sitcom Strangers with Candy de Comedy Central. Il a ensuite continué sur la scène au New York Broadway en 2000, quand il a joué Fleance de la pièce de Shakespeare Macbeth. Après un passage à Broadway, il a été choisi pour apparaître dans un épisode de Law & Order et de Sex and the City. En 2004, il a joué un rôle dans Eurotrip, et en 2008 a été casté pour le film Las Vegas 21.

## Filmographie

### Télévision
- 1999 : New York, police judiciaire : John Telford (saison 10, épisode 10)
- 2000 : Sex and the City : Sam Jones
- 2002 : Ed : Johnny Malone
- 2010 : The Pacific : Bill "Hoosier" Smith
- 2010 : The Good Wife : Vance Salle
- 2014 : Elementary : Paul Ladesma
- 2015 : Limitless : Adam Bruster
- 2010-2015 : Justified : Tim Gutterson
- 2011-2016 : Person of Interest : Henry L. Peck
- 2016 : BrainDead : Don Pickle
- 2017 : The Sinner : J.D.
- 2017-2018 : Sneaky Pete : Lance Lord
- 2018 : Homecoming : AJ
- 2018 : New York, unité spéciale : Procureur Chris Hodges (saison 20, épisode 8)

### Cinéma
- 2001 : Tart : Toby Logan.
- 2002 : K-19 : Le Piège des profondeurs : Grigori
- 2002 : Une famille déchirée : Patrick Mulvaney
- 2004 : Une paix séparée : Brinker
- 2004 : Eurotrip : Cooper Harris
- 2005 : 1/4 vie : Andy
- 2007 : Across the Universe : Desmond
- 2008 : Las Vegas 21 : Fisher
- 2008 : Quid Pro Quo : Hugh

## Distinctions
En 2008, Pitts a reçu le prix du meilleur casting à la convention ShoWest aux États-Unis pour son rôle dans Las Vegas 21. Le prix a également été remis à Jim Sturgess, Kevin Spacey, Kate Bosworth, Laurence Fishburne, Aaron Yoo, Liza Lapira et Josh Gad pour leur rôle dans le film.